# Lex Calpurnia
La lex Calpurnia de repetundis fue una ley romana del año 149 a. C. promulgada por el tribuno de la plebe Lucio Calpurnio Pisón Frugi como consecuencia de los abusos de los gobernadores provinciales durante la primera mitad del siglo II a. C. y que culminaron en la escandalosa conducta de Servio Sulpicio Galba durante su gobierno de la Hispania Ulterior.

## Contenido
Esta ley dictaminaba que las acusaciones por malversación de fondos contra los gobernadores serían presididas por un pretor peregrino y un jurado procedentes del orden senatorial.
Este es el primer ejemplo de un tribunal permanente, que no imponía ninguna pena pública, pero sí la condena por daños y perjuicios. Debido a su ineficacia en términos preventivos, ya que desde su instauración hasta 124 a. C. solo se fallaron procesos absolutorios, acabó siendo sustituida por la lex Acilia repetundarum.